# Lien Gisolf
Carolina Anna „Lien” Gisolf (ur. 13 lipca 1910 w Bukittinggi, zm. 30 maja 1993 w Amstelveen) – holenderska lekkoatletka specjalizująca się w skoku wzwyż, dwukrotna uczestniczka letnich igrzysk olimpijskich (Amsterdam 1928, Los Angeles 1932), srebrna medalistka olimpijska z Amsterdamu w skoku wzwyż. 

## Sukcesy sportowe
- trzykrotna mistrzyni Holandii w skoku wzwyż – 1928, 1929, 1931

| Rok  | Miasto      | Zawody               | Konkurencja | Wynik         |
| ---- | ----------- | -------------------- | ----------- | ------------- |
| 1928 | Amsterdam   | Igrzyska olimpijskie | skok wzwyż  | srebrny medal |
| 1932 | Los Angeles | Igrzyska olimpijskie | skok wzwyż  | 4. miejsce    |

## Rekordy życiowe
- skok wzwyż – 1,623 – Amsterdam 12/06/1932[1]